# Erina josephina
Erina josephina är en fjärilsart som beskrevs av Harris 1953. Erina josephina ingår i släktet Erina och familjen juvelvingar. Inga underarter finns listade i Catalogue of Life.